# Kozlov (okres Havlíčkův Brod)
Kozlov (německy Koslau) je obec v okrese Havlíčkův Brod v Kraji Vysočina. Včetně částí Leština, Olešná, Sychrov a Vrbka v ní žije zde 237 obyvatel.

## Historie
První písemná zmínka o vesnici pochází z roku 1391.
Roku 1545 si vesnici nechala do zemských desek zapsat Markéta Ledecká z Říčan jako součást ledečského panství.
Dne 25. dubna 2018 bylo schváleno usnesením výboru pro vědu, vzdělání, kulturu, mládež a tělovýchovu udělení znaku a vlajky obce.

## Obyvatelstvo
| Rok            | 1869 | 1880 | 1890 | 1900 | 1910 | 1921 | 1930 | 1950 | 1961 | 1970 | 1980 | 1991 | 2001 | 2011 | 2021 |
| -------------- | ---- | ---- | ---- | ---- | ---- | ---- | ---- | ---- | ---- | ---- | ---- | ---- | ---- | ---- | ---- |
| Počet obyvatel | 215  | 174  | 193  | 201  | 216  | 203  | 180  | 144  | 142  | 139  | 118  | 104  | 88   | 88   | 81   |
| Počet domů     | 29   | 29   | 30   | 32   | 31   | 31   | 30   | 32   | 63   | 32   | 30   | 33   | 33   | 38   | 38   |

## Části obce
- Kozlov
- Leština
- Olešná
- Sychrov (od 1. ledna 2016)
- Vrbka (od 1. ledna 2016)

## Pamětihodnosti
- kaple na návsi
- kostel svatého Jana Křtitele v osadě Sačany